# ソー公園
ソー公園（parc de Sceaux）は、フランスのパリの南郊外ソー（Sceaux、オー＝ド＝セーヌ県）にある公園。造園家ル・ノートルによって設計された。

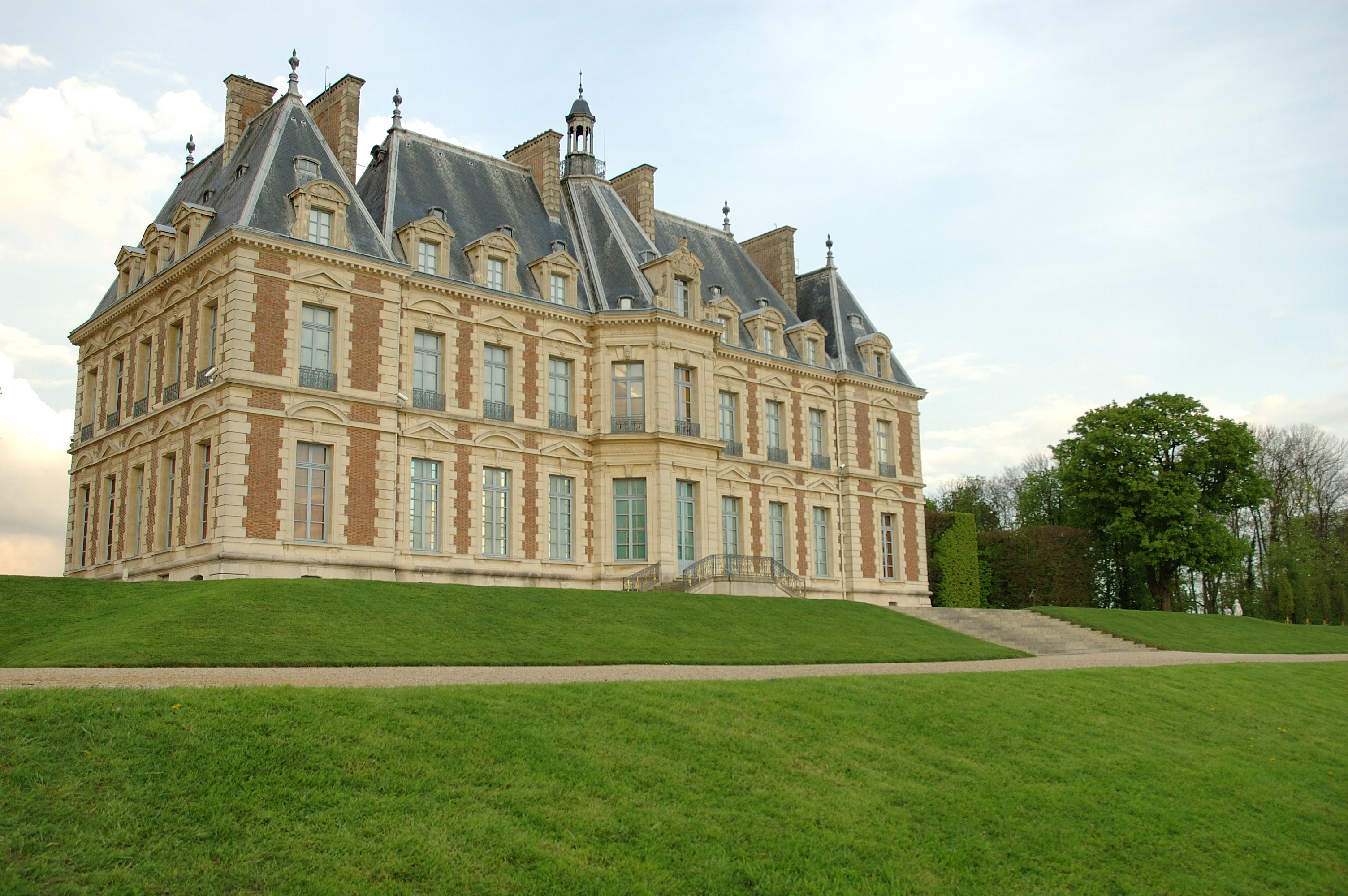
城館

200haの広さをもち、週末や休日はパリや周辺の市民の憩いの場となる。公園のほぼ中央に100本以上の八重桜が植えられたボスケ(Bosquet)があり、満開時にはパリ周辺在住の日本人が花見に集まる。
かつて、公園の丘の頂上にジャン＝バティスト・コルベールが建てた巨大な城館とその庭園があった。この城館はフランス革命の後、この土地を購入した商人のジャン・フランソワ・イッポリット・ルコントにより材料を売却する目的で取り壊された。現在の城館は、かつての城館の跡地にルコントの娘のアンヌ＝マリー・ルコント＝スチュアートと彼女の夫であるナポレオン・モルティエ・ド・トレヴィーズにより建てられた物であり、イル＝ド＝フランス博物館となっている。